# Пекан обыкновенный
Пека́н обыкнове́нный, или Ка́рия пекан (лат. Carya illinoinensis) — вид древесных растений семейства Ореховые (Juglandaceae), распространённый на юге США, от южных районов штатов Айова и Индиана до Техаса и Миссисипи включительно. 
Орехи — плоды этого дерева — внешне отдалённо напоминают грецкий орех и используются в кулинарии.

## Ботаническое описание
Листопадное дерево достигает 25—40 (50—65) м в высоту, со стволом до 2—2,5 м в диаметре, развивающее при росте на свободе шатровидную крону. Кора толстая глубокотрещиноватая, расслоённая на пластинки. Ветви серые или серо-коричневые, молодые с жёлто-коричневыми чечевичками. Побеги густо опушённые.
Почки конечные заострённо-яйцевидные, боковые яйцевидные, 6—7 мм длиной, опушённые и железистые с супротивными чешуями. Листья 30—50 см длиной из 11—17 листочков, сидячих или на черешке 5—6 мм длиной, удлинённо-ланцетных, с округлым или широко-клиновидным, несколько неравнобоким основанием и острой вершиной, 10—12 см длиной и 2,5—7 см шириной, пильчатых или двоякопильчатых, железистых и войлочных в молодости, затем голых или в большей или меньшей степени опушённых.
Тычиночные серёжки собраны по 3, тычинок 4—6 с жёлтыми пыльниками. Пестичные цветки собраны по 3—11. Опыление проходит преимущественно по ветру и для этого необходимо присутствие поблизости других деревьев.
Ложные костянки по 3-10 в кистях, продолговатые, четырёхгранные, 3,5-8 см длиной, тёмнокоричневые с пучками коричневых волосков, с твёрдой, ломкой оболочкой, растрескивающейся при созревании почти до основания и часто остающейся на дереве зимой до выпадения орехов. Орех продолговато-яйцевидный или эллипсоидальный, почти цилиндрический, 2,5-5 см длиной, блестящий, темнокоричневый с неправильными темно-коричневыми пятнами, иногда на вершине с остриём, с ломкой оболочкой и бумагообразной перегородкой. Семя в красновато-коричневой тонкой оболочке, с 2 цельными семядолями.
Обязательным условием для вызревания данного вида орехов является наличие жаркого и влажного воздуха летом, в местах исконного произрастания, приносимого с Мексиканского залива. Дерево способно плодоносить на протяжении 300 лет. Урожай обычно вызревает во второй половине октября, но орехи собирают вплоть до апреля.

## Значение и применение
Плоды используются при изготовлении кондитерских изделий.
Возделывание пекана в коммерческих целях началось не ранее 1880-х годов.
В СССР решение о выращивании пекана (с целью получения пеканового масла) было принято Всесоюзным НИИ чая и субтропических культур в середине 1970х годов, к началу 1977 года двухлетние саженцы были высажены в защитных лесополосах вдоль дренажных каналов и дорог на участках осушенных земель Грузинской ССР. К 1980 году пекан выращивали в нескольких районах - в Крыму, на Кавказе (Черноморское побережье от Сочи до Батуми, Ленкорань), в Средней Азии и Бостандыкском районе Казахстана.
В начале XXI века не менее 80% мирового урожая этих орехов собирали в США. В 1949 году законодательный орган Оклахомы в резолюции № 5 объявил город Чандлер «мировой столицей пекана».
Древесина пекана твёрдая, плотная и ударопрочная. Она используется для изготовления рукояток инструмента, луков, барабанных палочек, клюшек для гольфа, лыж, тростей, вёсел. Также используется для изготовления мебели и деревянных полов, а также в качестве ароматизатора для копчения мяса, придавая жареным продуктам сладкий и ореховый вкус, более насыщенный, чем у других фруктовых деревьев.

### Орехи
Пекан богат различными микроэлементами и витаминами, в особенности витаминами A, B и E, кальцием, фосфором, магнием, калием и цинком. Рекомендован к использованию в антихолестериновых диетах.
Плоды пекана более жирные, чем многие другие орехи. В связи с высоким содержанием растительных жиров (преимущественно мононенасыщенных) орехи со временем портятся (прогоркают), поэтому некоторые предпочитают хранить их в замороженном виде. Поскольку в пекане больше калорий и полиненасыщенных жиров, чем в других орехах (70 %), плоды пекана нужно употреблять умеренно, вместо жирных продуктов, а не как добавление к ним.
Орехи пекан едят сырыми или используют в приготовлении пищи, особенно в сладких десертах, а также в некоторых пикантных блюдах. Одним из наиболее распространённых десертов с пеканом как главной составляющей является пекановый пирог по рецептам, традиционным для юга США. Орехи пекан являются важным компонентом конфет пралине и чаще всего ассоциируются с Новым Орлеаном.
Состав (100 г):
- Энергетическая ценность 736 ккал
- Жиры 71,2 г
- Белки 9,2 г
- Углеводы 12,3 г
- Минеральные вещества 1,6 г
- Витамины 3,1 мг

## Фоторяд
|                                                                                    |  |  |  |
| Орехи пекан: на ветвях, в Тулузском музее, очищенные от оболочки, в скорлупе и без |  |  |  |

## Галерея

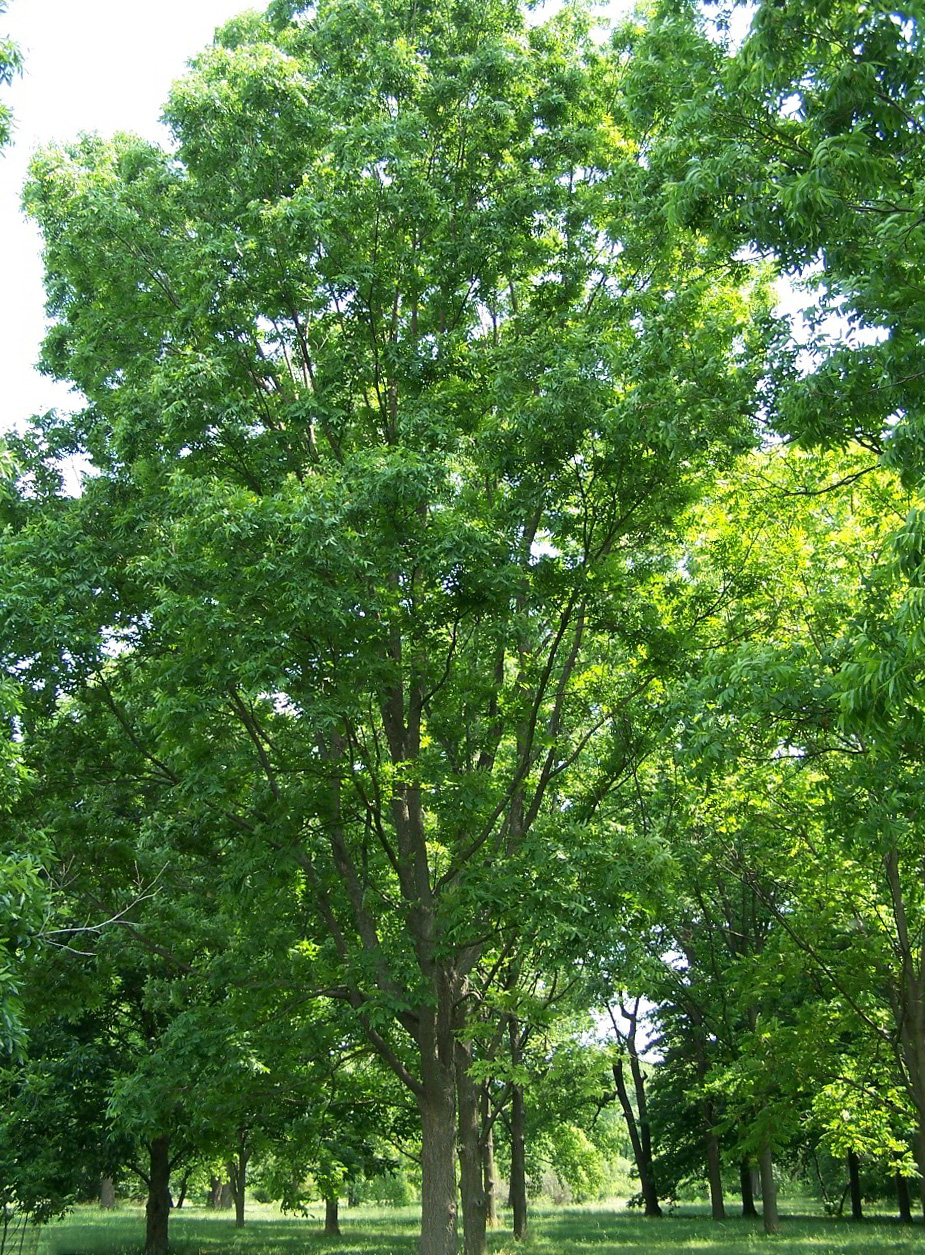
Пекан обыкновенный в дендрарии Мортона acc. 1082-39*3
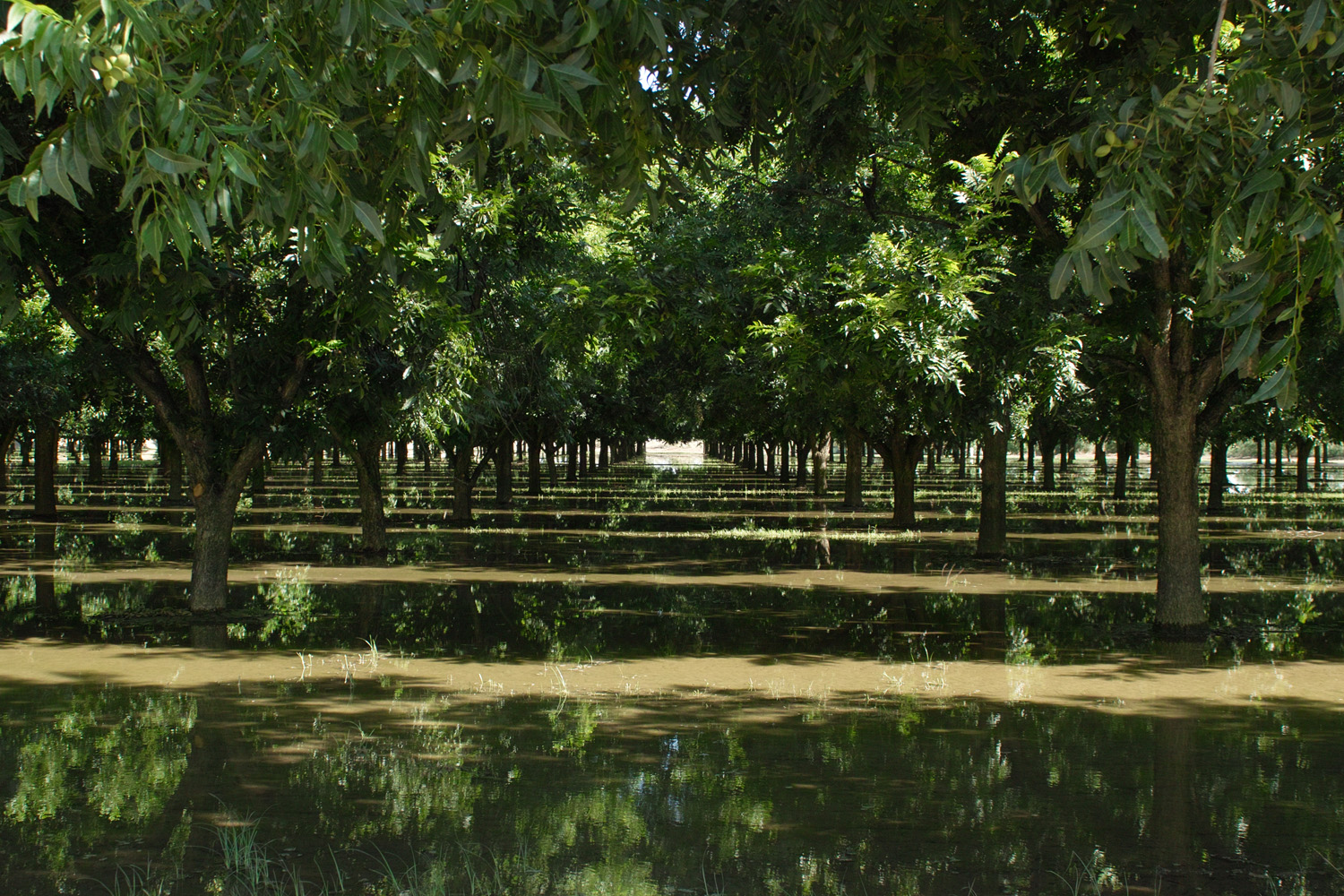
Орошаемые деревья пекана в Антони, Нью-Мексико
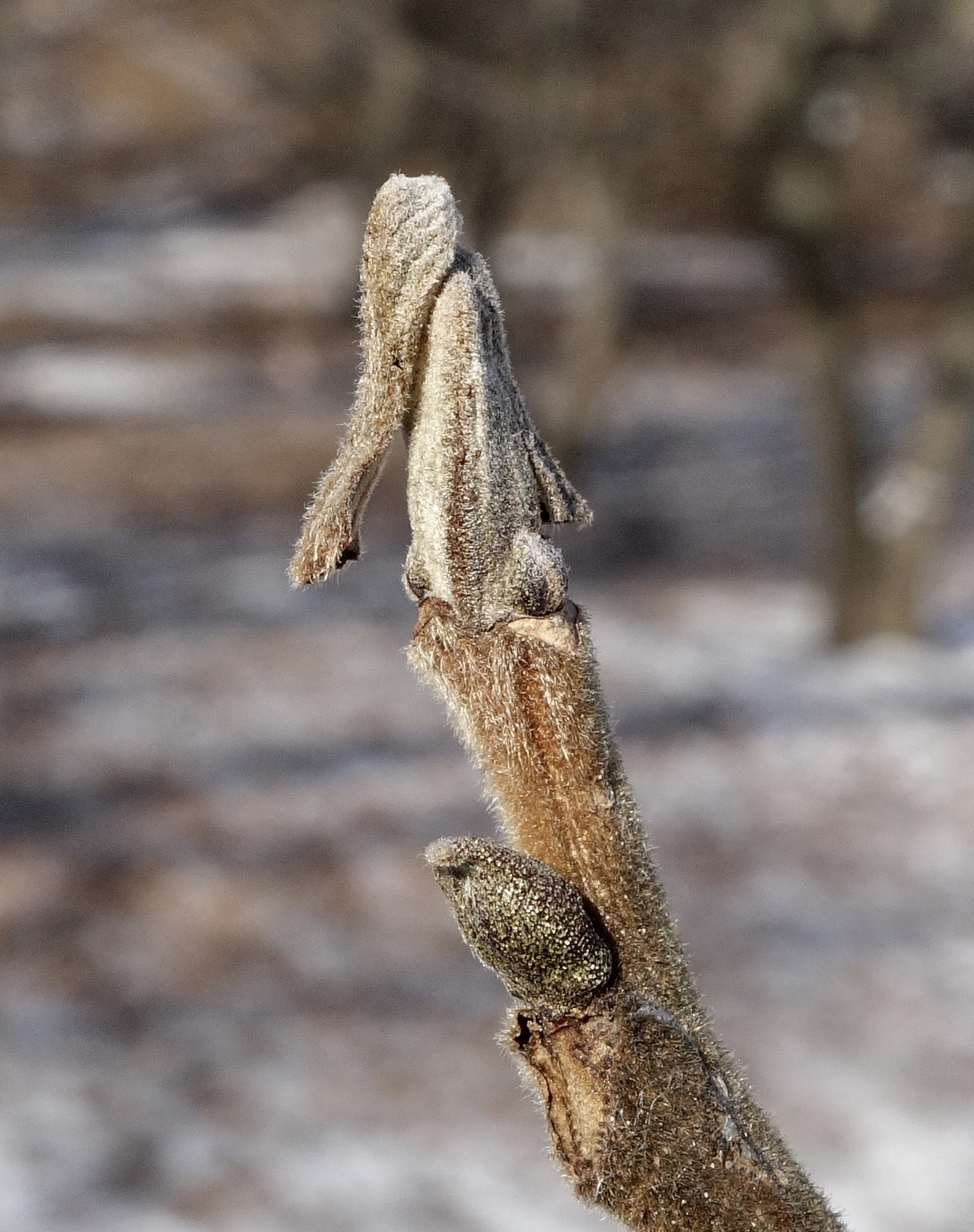
Почка
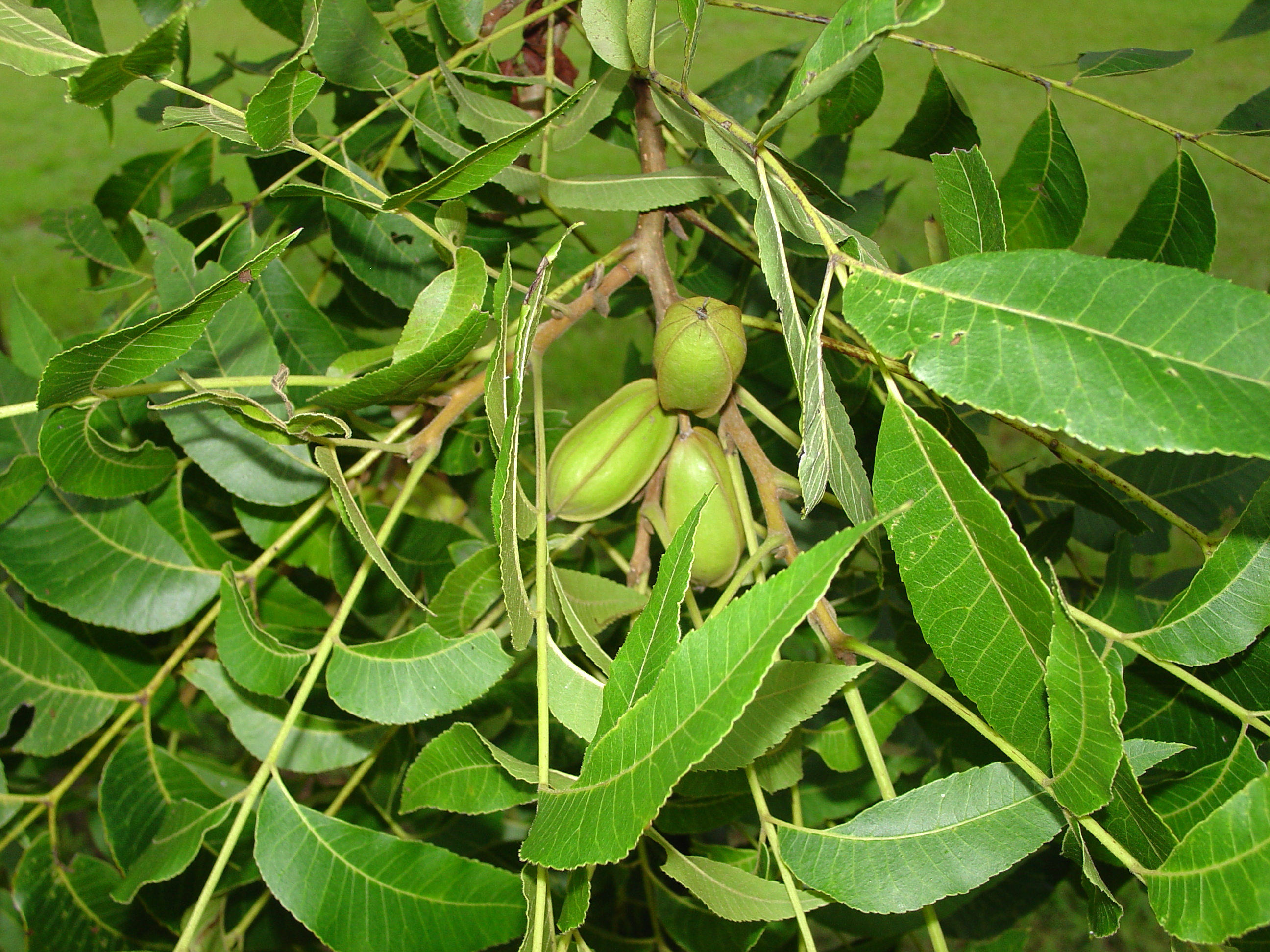
Незрелые плоды пекана
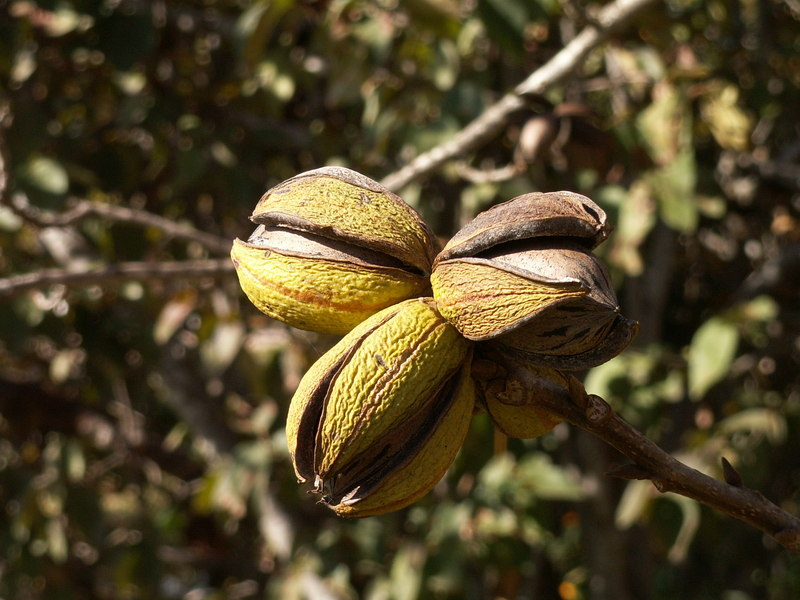
Спелые орехи пекан на дереве
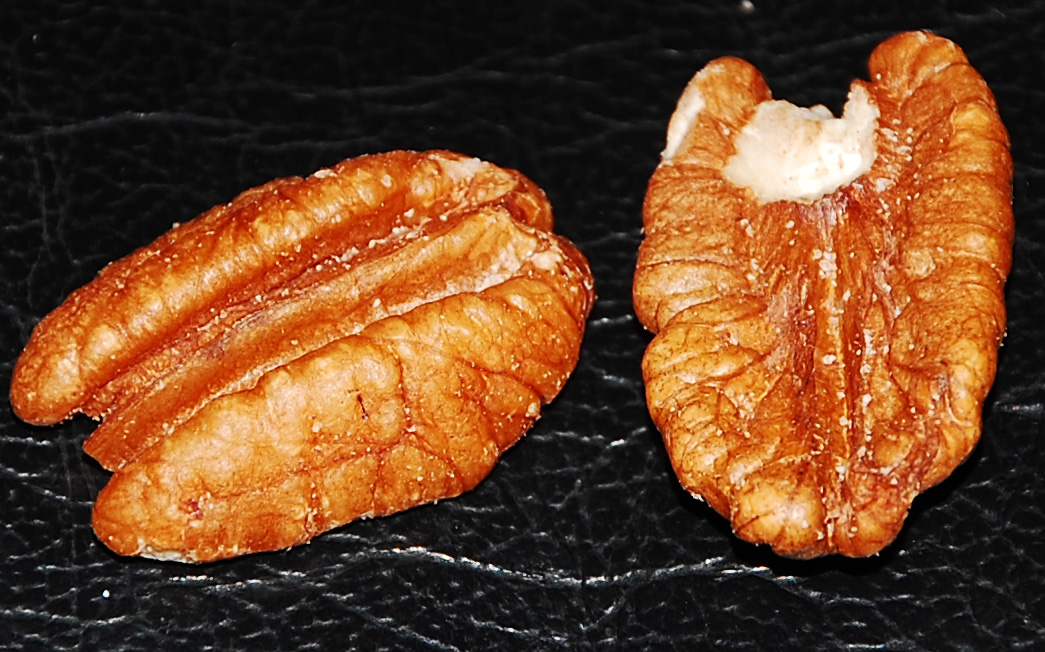
Половинки пекана
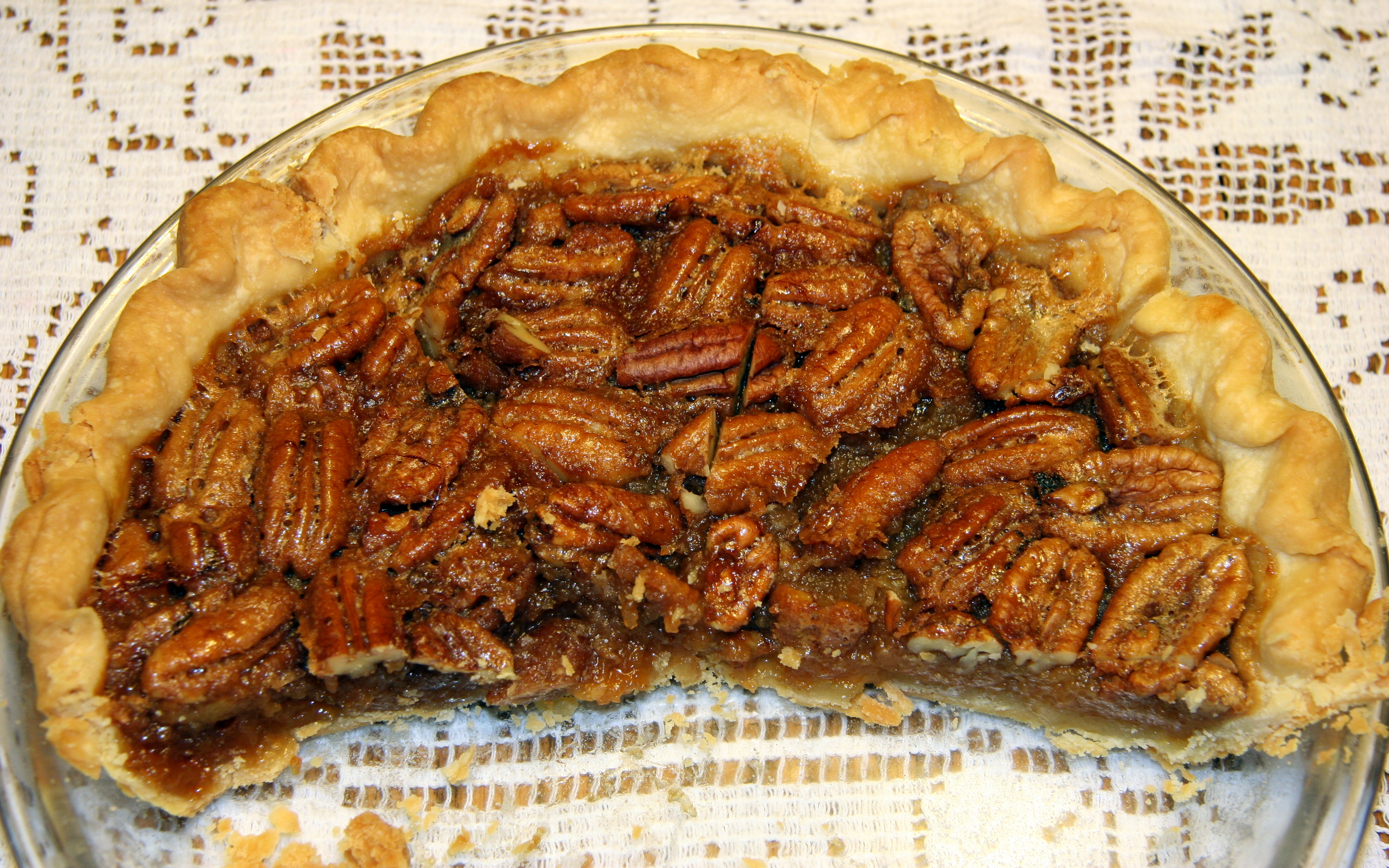
Пекановый пирог